# Birmenstorf
Birmenstorf (schweizertyska: Birmischtorf) är en ort och kommun i distriktet Baden i kantonen Aargau, Schweiz. Kommunen har 3 040 invånare (2023).